# Рехиональ де Антофагаста
Стадион Рехиональ Кальво и Баскуньян де Антофагаста (исп. Estadio Regional Calvo y Bascuñán de Antofagasta) — многофункциональный стадион, расположенный в городе Антофагаста (Чили). Вместимость стадиона составляет 21 170 зрителей. Рехиональ де Антофагаста — домашняя арена футбольного клуба «Депортес Антофагаста».
Планы по строительству стадиона появились ещё в 1958 году. Он должен был принять у себя матчи Чемпионата мира по футболу 1962 года. Но финансовые трудности и проблемы со старым конным клубом, земли которого было решено отдать под строительство стадиона, привели к замене Антофагасты на Арику (стадион Карлос Диттборн) в качестве одного из городов, принимавших мировое первенство. 
Стадион был официально открыт 8 октября 1964 года, в мероприятии принимали участие тогдашний президент Чили Хорхе Алессандри. действовавший и бывший алькальды Антофагасты. В матче открытия местный «Унион Бельявиста» проиграл столичной «Универсидад Католике» со счётом 1:3.
С 11 по 18 октября 1987 года стадион принял у себя все 6 матчей группы D Чемпионата мира по футболу среди молодёжных команд, в которой выступали молодёжные сборные ФРГ, Болгарии, США и Саудовской Аравии.
В 2009 году началась реконструкция стадиона. Также возник вопрос о названии стадион, ряд инициативных групп стремился дать ему имя Кальво и Баскуньян. Во второй половине 2009 года муниципальные власти города объявили общегородское голосование по этому поводу. В итоге 13 февраля 2010 было объявлено нынешнее название стадиона: Стадион Рехиональ Кальво и Баскуньян де Антофагаста. 20 марта 2013 модернизированный стадион был заново открыт. 10 июля того же года здесь состоялся первый розыгрыш Суперкубка Чили по футболу, в котором «Унион Эспаньола» переиграла «Универсидад де Чили» со счётом 2:0. В следующем месяце здесь провела 2 своих домашних матча в рамках Южноамериканского кубка 2013 команда «Кобрелоа», так как её домашняя арена находилась на реконструкции.
13 и 16 июня 2015 года стадион примет у себя матчи Кубка Америки, в которых сборная Ямайки сначала встретится с уругвайцами, а затем с парагвайцами.
Помимо спортивные событий на стадионе проводятся также музыкальные мероприятия. Проходят фестивали, дают концерты известные исполнители. Здесь выступали Луис Мигель, Мигель Бозе, Рикардо Архона, Алехандро Санс, Дэдди Янки и другие.